# ROSAT

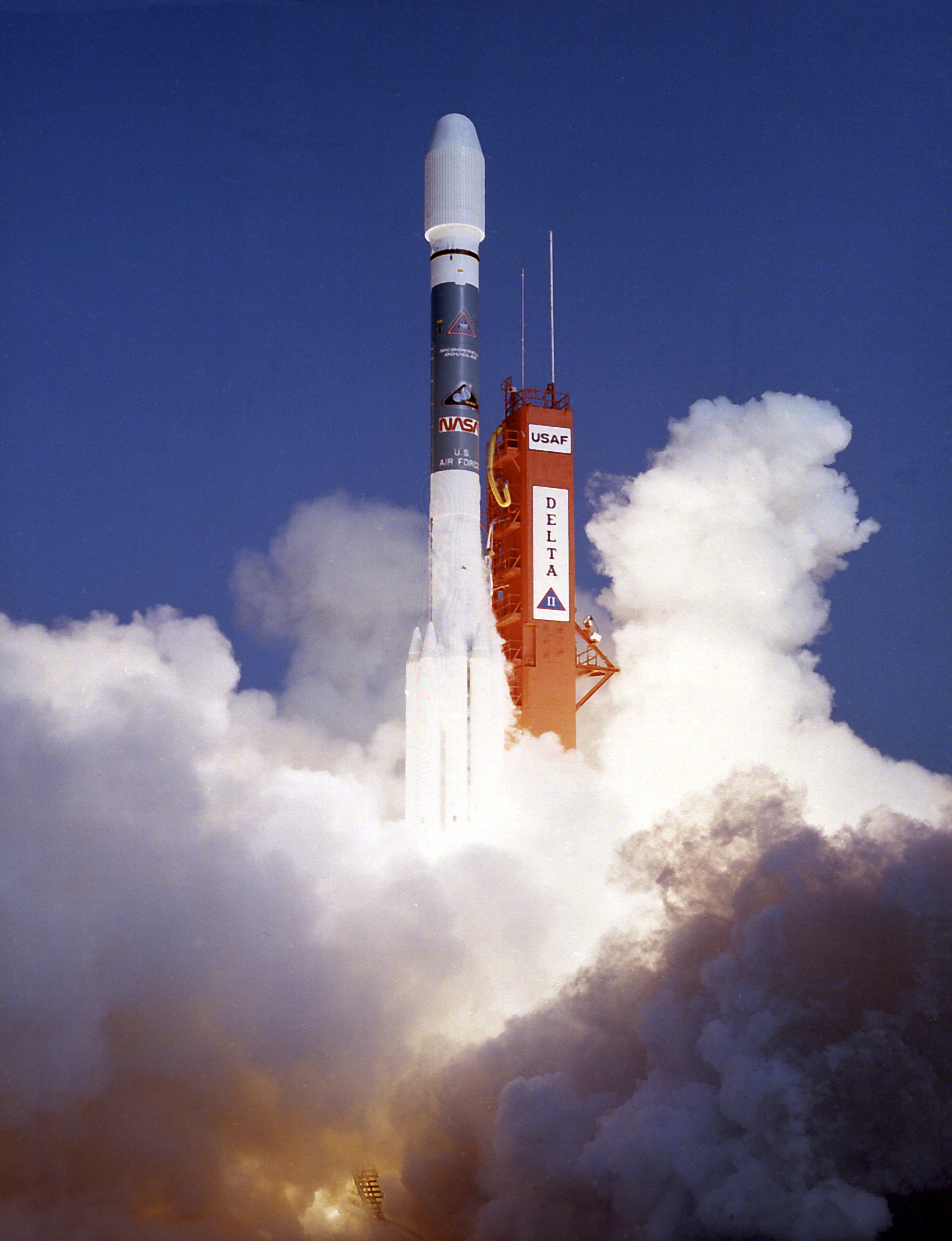
Rakieta nośna Delta II wynosząca satelitę ROSAT z Przylądka Canaveral 1 czerwca 1990

Röntgensatellit (ROSAT, z ang. Roentgen Satellite) – sztuczny satelita zbudowany specjalnie do badań promieniowania rentgenowskiego (zwanego też promieniowaniem X). Został wystrzelony 1 czerwca 1990 roku. Satelita działał na kołowej niskiej orbicie okołoziemskiej odległej o 580 km od Ziemi do 12 lutego 1999. Dzięki udanym badaniom odkryto i skatalogowano około 80 tysięcy źródeł promieniowania rentgenowskiego oraz ok. 6000 źródeł skrajnego ultrafioletu. Satelita dokonał przeglądu całego nieba na falach X oraz przeprowadził badania struktury rentgenowskiego promieniowania tła.
ROSAT został zbudowany i umieszczony na orbicie dzięki współpracy Niemiec, Stanów Zjednoczonych oraz Wielkiej Brytanii.

## Budowa i wyposażenie
Satelita ważył 2426 kg, a jego wymiary wynosiły: 2,4 × 2,15 × 4,5 m podczas startu oraz 2,3 × 4,7 × 8,9 m na orbicie, z rozłożonymi antenami i panelami baterii słonecznych.
Na jego pokładzie znajdowały się:
- teleskop rentgenowski (XRT) o średnicy 83 cm i ogniskowej 240 cm, wykrywający promieniowanie o energii z zakresu 0,1–2 keV. W jego skład wchodziły m.in.: trzy detektory promieniowania X pozwalające na rejestrację obrazów o dużej zdolności rozdzielczej i widm obserwowanych obiektów – 2 × Position Sensitive Proportional Counters (PSPC) i High Resolution Imager (HRI),
- kamera szerokokątna (WFC) rejestrująca promieniowanie skrajnego ultrafioletu o energii z zakresu 0,04–0,2 keV.

## Przebieg misji
Satelitę ROSAT wyniosła rakieta nośna Delta II 6920-10. Start nastąpił 1 czerwca 1990 o godzinie 21:50:00 UTC z kosmodromu na Przylądku Canaveral z platformy startowej LC17A.
Po trwającym 2 miesiące okresie kalibracji i testów urządzeń, nastąpił 6-miesięczny przegląd całego nieba. Pozostała część misji była poświęcona dokładniejszym obserwacjom wybranych źródeł promieniowania. Satelita miał funkcjonować przez 18 miesięcy, ale użytecznych naukowo danych (np. o promieniowaniu rentgenowskim komet, które zostało odkryte podczas obserwacji komety Hyakutake w marcu 1996) dostarczał aż do września 1998, choć większość urządzeń przestała działać już wcześniej. Awaria wykrywacza gwiazd służącego do określania orientacji satelity w przestrzeni spowodowała, że urządzenie HRI skierowało się bezpośrednio w stronę Słońca i uległo uszkodzeniu. W wyniku tej awarii zadecydowano o wyłączeniu satelity, które nastąpiło 12 lutego 1999.
W lipcu 1999 nieczynnego satelitę zastąpił teleskop kosmiczny Chandra.
ROSAT wszedł w atmosferę ziemską 23 października 2011 o godzinie 01:50 UTC nad Zatoką Bengalską. Nie wiadomo czy jakieś jego fragmenty dotarły do powierzchni Ziemi.